# 1904年の相撲
1904年の相撲（1904ねんのすもう）は、1904年の相撲関係のできごとについて述べる。
1903年-1904年-1905年

## 本場所など
- 1月場所（東京相撲）[1]
  - 興行場所:本所回向院
  - 1月13日より晴天10日間興行
- 1月場所（大阪相撲）[2]
  - 興行場所:南地南海駅前
  - 晴天10日間興行
- 5月場所（東京相撲）[3]
  - 興行場所:本所回向院
  - 5月23日より晴天10日間興行
- 5月場所（大阪相撲）[4]
  - 興行場所:南地南海駅前
  - 晴天10日間興行
- 11月場所（東京大阪合併相撲）[4]
  - 興行場所:南地
  - 晴天10日間興行

## その他相撲披露
この年は1月、5月ともに、場所後東京・大阪両相撲の力士が合同で巡業を行った。

## 誕生
- 1月1日 - 土州山好一郎（最高位：前頭4枚目、所属：二子山部屋→中立部屋→二子山部屋、+ 1977年【昭和52年】）[6]
- 1月4日 - 鷹城山多作（最高位：前頭5枚目、所属：振分部屋、+ 1962年【昭和37年】）[7]
- 1月13日 - 愛ノ花初義（最高位：十両2枚目、所属：押尾川部屋、+ 1944年【昭和19年】）
- 2月9日 - 新海幸藏（最高位：関脇、所属：入間川部屋→出羽海部屋、+ 1976年【昭和51年】）[8]
- 3月30日 - 上宮山勇市（最高位：十両11枚目、所属：井筒部屋、+ 没年不明）
- 4月26日 - 生汐左衛門（最高位：十両6枚目、所属：陸奥部屋、+ 没年不明）
- 6月26日 - 羽後響助枩（最高位：十両筆頭、所属：出羽海部屋、+ 没年不明）
- 8月27日 - 石山源治郎（最高位：十両6枚目、所属：春日野部屋、+ 没年不明）
- 10月3日 - 古賀ノ浦茂（最高位：前頭筆頭、所属：宮城野部屋、+ 1971年【昭和46年】）[9]

## 死去
- 1月28日 - 両國梶之助（最高位：関脇、所属：伊勢ノ海部屋、年寄：伊勢ヶ濱、* 1830年【文政13年】）
- 8月17日 - 大達羽左エ門（最高位：大関、所属：立田川部屋→高砂部屋→伊勢ノ海部屋→千賀ノ浦部屋、年寄：千賀ノ浦、* 1854年【旧暦1853年（安政3年）】）